# Torre Náberezhnaya
La Torre Náberezhnaya (del ruso: Башня на Набережной [Bashnya na Naberezhnoy] ‘lit. torre en el paseo marítimo o torre en el muelle’) es un complejo de oficinas de clase A que consiste en 3 edificios de oficinas interconectados unos con otros a través del primer piso o base. Esta área es de aproximadamente 150 000 metros cuadrados de oficinas y espacios para el comercio, y está situado en la parcela 10 del Moscow International Business Centre en Moscú.
- El bloque A mide 85 metros, tiene 17 pisos. Fue completado el 2004.
- El bloque B mide 127 metros, tiene 27 pisos. Fue completado el 2005.
- El bloque C se finalizó en 2007. Con 268,4 metros de altura, este bloque de 59 plantas fue, hasta la construcción de la City of Capitals, el edificio más alto de Europa.